# Lagumot Harris
Lagumot Gagiemem Nimidere Harris (ur. 23 grudnia 1938 na Nauru, zm. 8 września 1999 w Melbourne) – polityk nauruański, dwukrotny prezydent Nauru.
Z wykształcenia był inżynierem budownictwa. Był członkiem parlamentu Nauru z okręgu Ubenide (z przerwami od 1968 roku aż do śmierci). Przez pewien czas był członkiem Partii Nauru, później był jednak politykiem niezależnym. Po raz pierwszy został prezydentem Nauru w 1978 roku, lecz  pełnił tę funkcję krótko (23 dni). Drugi raz wybrano go na prezydenta 22 listopada 1995, kiedy stosunkiem głosów 9-8 pokonał Bernarda Dowiyogo. W utworzonym przez siebie rządzie pełnił funkcje ministra ds. lotnictwa cywilnego, ministra spraw zagranicznych oraz rozwoju i przemysłu. Niecały rok później Dowiyogo zmienił go na tym stanowisku. W czasie swojej kariery był też ministrem zdrowia, edukacji oraz ministrem asystującym prezydentowi kraju.
W 1997 roku wziął udział w wyborach prezydenckich, w których przegrał (stosunkiem głosów 8-9) z Kinzą Clodumarem.
Był przewodniczącym Forum Fisheries Committee (FFC) i Nauruańskiej Korporacji Rehabilitacyjnej.
Harris jest wnukiem Timothy'ego Detudamo, uważanego za jednego z "ojców" narodu nauruańskiego.